# مارماهی رنگین برازنده
مارماهی رنگین برازنده (نام علمی: Gymnothorax elegans) یا مارماهی گلدزبورو، یک مارماهی رنگین است که در صخره‌های مرجانی در اقیانوس آرام و اقیانوس هند یافت می‌شود. نخستین بار توسط بلیس در سال ۱۸۸۳ نام‌گذاری شد.